# Kroczyce (gromada)
Kroczyce – dawna gromada, czyli najmniejsza jednostka podziału terytorialnego Polskiej Rzeczypospolitej Ludowej w latach 1954–1972.
Gromady, z gromadzkimi radami narodowymi (GRN) jako organami władzy najniższego stopnia na wsi, funkcjonowały od reformy reorganizującej administrację wiejską przeprowadzonej jesienią 1954 do momentu ich zniesienia z dniem 1 stycznia 1973, tym samym wypierając organizację gminną w latach 1954–1972.
Gromadę Kroczyce z siedzibą GRN w Kroczycach utworzono – jako jedną z 8759 gromad na obszarze Polski – w powiecie zawierciańskim w woj. stalinogrodzkim, na mocy uchwały nr 24/54 WRN w Stalinogrodzie z dnia 5 października 1954. W skład jednostki weszły obszary dotychczasowych gromad Kroczyce Stare, Kroczyce Okupne, Kostkowice, Lgota Murowana, Lgotka, Podlesice, Piaseczno i Siemięrzyce ze zniesionej gminy Kroczyce w tymże powiecie, a także oddziały leśne nr nr 15B, 16B, 22B i 19E z Nadleśnictwa Rzeniszów. Dla gromady ustalono 25 członków gromadzkiej rady narodowej.
20 grudnia 1956 województwo stalinogrodzkie przemianowano (z powrotem) na katowickie.
31 grudnia 1959 do gromady Kroczyce włączono obszar zniesionej gromady Przyłubsko w tymże powiecie.
31 grudnia 1961 do gromady Kroczyce włączono wieś Dobrogoszczyce ze zniesionej gromady Zdów w tymże powiecie; z gromady Kroczyce wyłączono natomiast wsie Siamoszyce i Szypowice, włączając je do gromady Giebło w tymże powiecie.
Gromada przetrwała do końca 1972 roku, czyli do kolejnej reformy gminnej. 1 stycznia 1973 w powiecie zawierciańskim reaktywowano gminę Kroczyce.